# How to Do Things with Words
How to Do Things with Words é uma obra póstuma de John Langshaw Austin, publicada no Reino Unido em 1962 a partir de uma série de conferências organizadas em 1955 na Universidade Harvard. Nasceu deste livro a teoria dos atos de fala, que assume lugar central na pragmática e na filosofia da linguagem ordinária, sendo expandida a estudos formais, descritivos, funcionalistas, semióticos e socioantropológicos.
Com esta obra teórica, Austin dá continuidade aos estudos de Émile Benveniste, Karl Bühler, Roman Jakobson, Charles Bally, Bronisław Malinowski e Ludwig Wittgenstein. Com um método de trabalho inovador, didático e jocoso, as doze conferências que discutem os atos de fala rompem com a dicotomia entre enunciado constativo e enunciado performativo e questionam o valor de verdade por uma postura anti-logicista. Estes atos são compreendidos por três categorias: ato locucionário, ato ilocucionário e ato perlocucionário.
A morte de Austin o impediu de continuar seus estudos sobre atos de fala, e John Searle, um de seus principais discípulos, continua a desenvolver este campo de estudos. Searle confere à teoria austiniana um olhar mais formal, lógico e proposicional.